# 기능잔기용량
기능잔기용량(機能殘氣容量, functional residual capacity, FRC)은 호흡과정에서 날숨을 뱉은 후 폐에 남아있는 공기량이다.

## 같이 보기
- 폐활량
- 체적변동기록기